# Wilczomlecz migdałolistny
Wilczomlecz migdałolistny (Euphorbia amygdaloides L.) – gatunek rośliny należący do rodziny wilczomleczowatych. Występuje w Północnej Afryce, w Zachodniej Azji i na Kaukazie oraz w Europie. W Polsce północnej nie występuje, rośnie na wyżynach, pogórzu i w górach, a na niżu – w Górach Świętokrzyskich i w południowej części Lubelszczyzny.

## Morfologia
PokrójRośnie w kępkach.
ŁodygaOsiąga wysokość 30–70 cm.
LiścieZimotrwałe, skórzaste. Są osadzone pod kwiatostanem, jajowato-lancetowate, ciemnozielone, długości 4–7 cm, na spodniej stronie owłosione. Górne podsadki są talerzykowato zrośnięte nasadami mniej więcej w połowie swojej długości.
KwiatyZebrane w silnie rozgałęziony kwiatostan. Kielich kwiatowy beczułkowaty, zielonożółty, miodniki jajowate lub półksiężycowate.

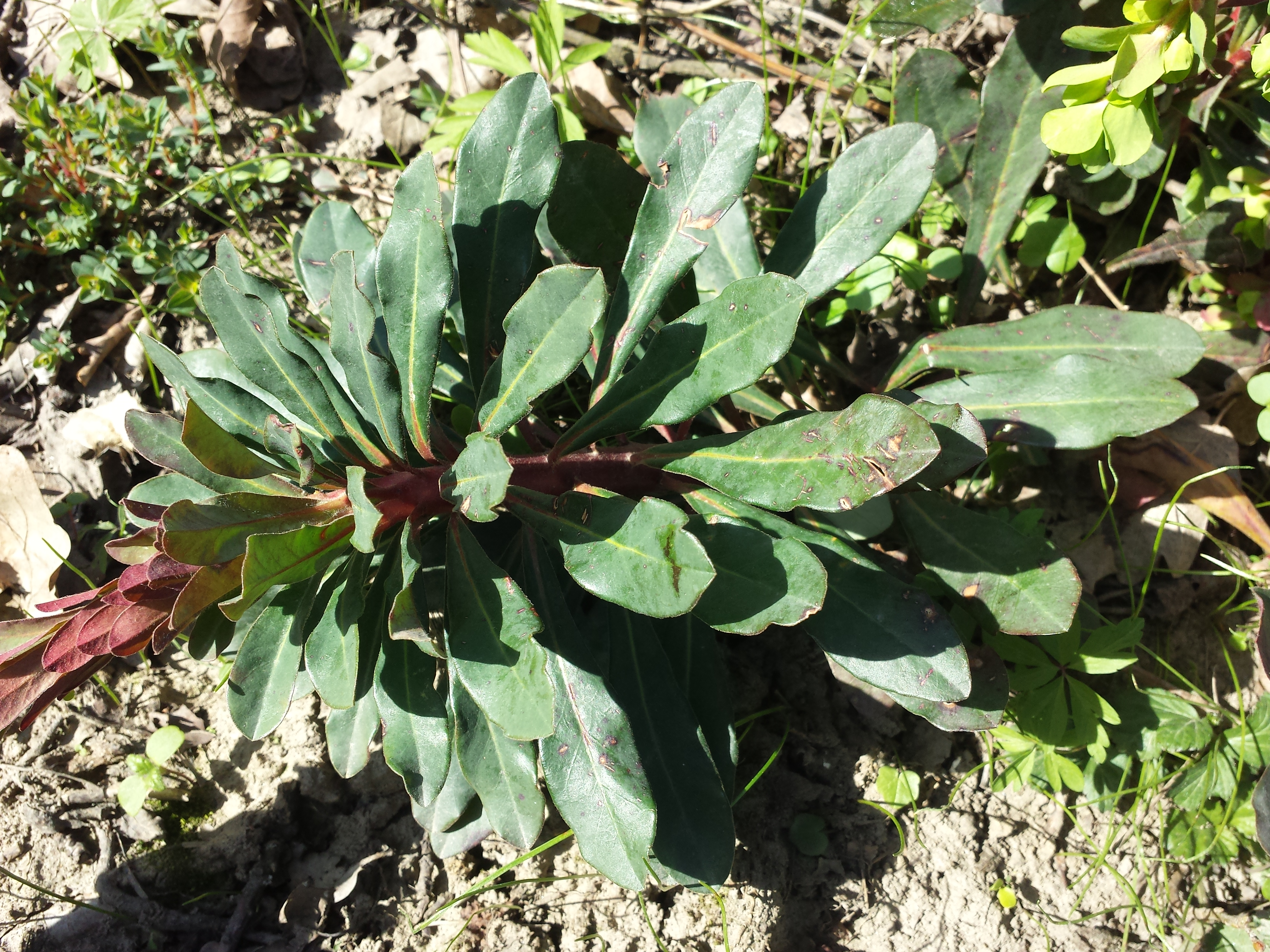
Liście
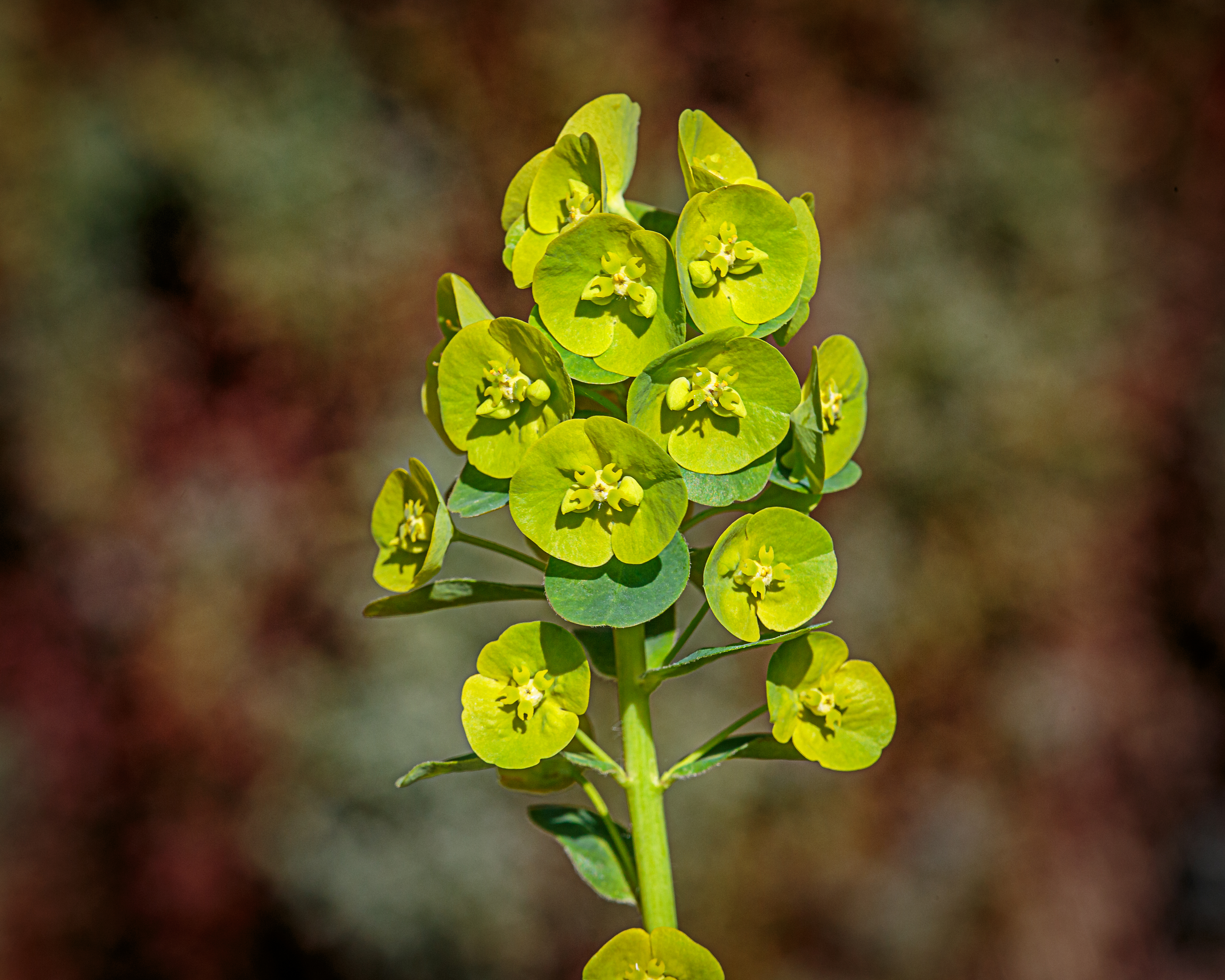
Kwiatostan
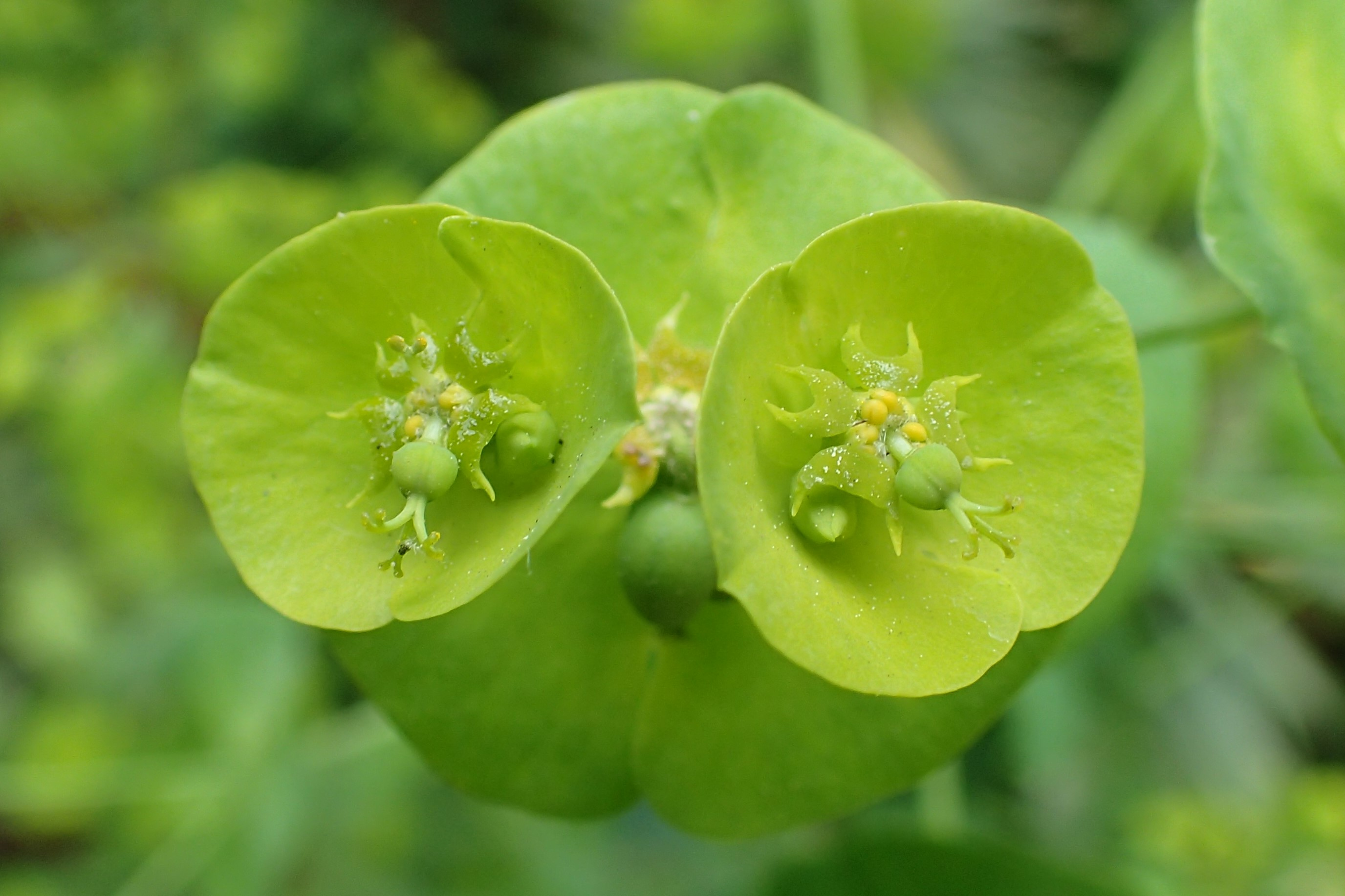
Kwiaty
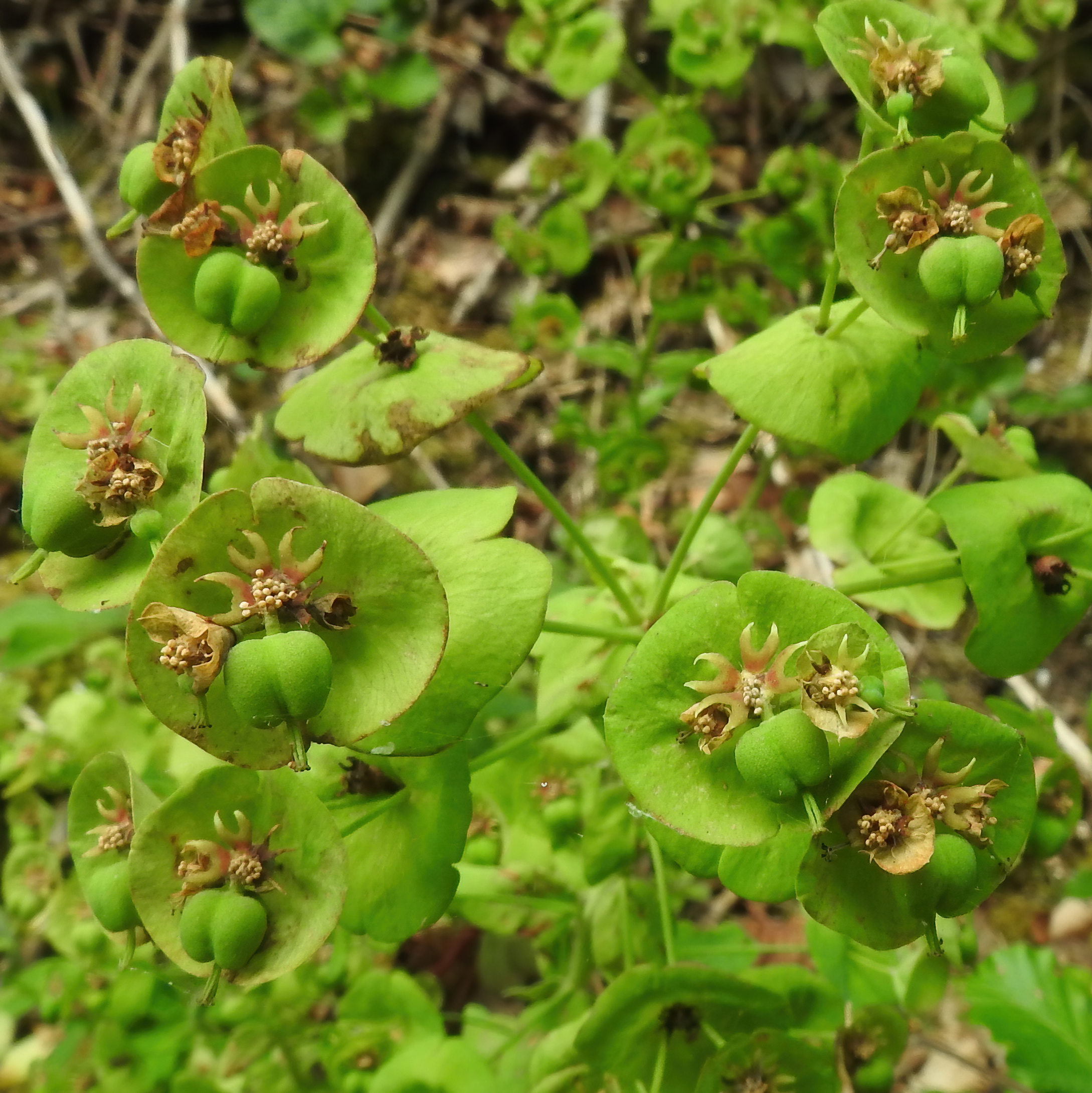
Owoce

## Biologia i ekologia
Bylina, chamefit. Kwitnie od kwietnia do czerwca. Rośnie przeważnie w lasach bukowych, preferuje gleby wapienne. Roślina trująca, zawiera sok mleczny, który w kontakcie ze skórą może powodować podrażnienia. Gatunek charakterystyczny dla rzędu Fagetalia. Liczba chromosomów 2n=18.